# Reboot
Reboot, engelska för "omstart", är ett verk – till exempel en film eller ett datorspel – som skapar en nystart för ett fiktivt universum. Jämför även ordet nylansering.

## Exempel

### Filmer
- Apornas planet: (r)Evolution (2011)
- Batman Begins (2005)
- Casino Royale (2006)
- Friday the 13th (2009)
- Ghostbusters (2016)
- Hitman: Agent 47 (2015)
- Mad Max: Fury Road (2015)
- Man of Steel (2009)
- Robocop (2014)
- Teenage Mutant Ninja Turtles (2014)
- Jönssonligan – Den perfekta stöten (2015)
- Terminator: Genisys (2015)
- Fantastic Four (2015)

### Datorspel
- Castlevania: Lords of Shadow (2010)
- Prince of Persia: The Sands of Time (2003)
- Tomb Raider (2013)

### Skönlitteratur
- Bert och kalla kriget (2005)

### Tecknade serier
- Crisis on Infinite Earths (1985-1986)
- Teenage Mutant Ninja Turtles (2011)

### TV-serier
- Teenage Mutant Ninja Turtles (2003)
- Teenage Mutant Ninja Turtles (2012)